# شش‌داران
شُش‌داران (Pulmonata) راسته‌ای از حلزون‌ها و لیسه‌ها هستند که در تکامل خود دارای شش‌های پوسته‌ای شده‌اند و می‌توانند نفس بکشند.
راستهٔ شش‌داران متعلق به زیرردهٔ راست‌شکم‌پایان (Orthogastropoda) و بالاراستهٔ دگرآبششان (Heterobranchia) است.
بیشتر خانواده‌های شش‌داران خاکزی و زیست‌کننده در آب‌های شیرین هستند و چند خانواده نیز دریازی می‌باشند.
شش‌داران از جلوآب‌ششیان مشتق شده‌اند.
اعضای این راسته فاقد آب‌شش هستند ولی حفره جبه آن‌ها دارای یک دیوار عروقی است که به عنوان شش کار می‌کند.

## مطالعه بیشتر
خوشروان، همایون، زمین‌شناسی زیست‌چینه‌ای و پالئوژئوگرافی رسوبات دوران چهارم در سواحل جنوبی دریای خزر، دانشگاه اصفهان ۱۳۷۳.